# (27740) Obatomoyuki
(27740) Obatomoyuki est un astéroïde de la ceinture principale.

## Description
(27740) Obatomoyuki est un astéroïde de la ceinture principale. Il fut découvert le 20 octobre 1990 à Geisei par Tsutomu Seki. Il présente une orbite caractérisée par un demi-grand axe de 2,40 UA, une excentricité de 0,22 et une inclinaison de 10,3° par rapport à l'écliptique.

## Compléments